# 門川本線料金所
門川本線料金所（かどがわほんせんりょうきんじょ）は宮崎県東臼杵郡門川町にある、延岡南道路（東九州自動車道に並行する一般国道10号の自動車専用道路）の本線料金所。
宮崎県警察高速道路交通警察隊の門川分駐隊が設けられている。かつては西日本高速道路九州支社延岡高速道路事務所も設置されていたが、2014年（平成26年）9月30日をもって閉所となった。

## 歴史
- 1990年（平成2年）2月21日：延岡南道路全線開通にともない供用開始。
- 2009年（平成21年）1月21日：ETC通過用の料金所が供用開始・現在地に移転。
- 2014年（平成26年）
  - 3月7日：高速道路交通警察隊門川分駐隊が新設される[2]。
  - 9月30日：料金所の横に設置されていた、NEXCO西日本 延岡高速道路事務所が閉所[1]。

## 料金所施設
日向IC開通に伴う料金所移転までは看板に「延岡南道路料金所」と書かれ、自動収受機が設置されていた。

### 日向方面
- ブース数：2
  - ETC専用：1
  - ETC / 一般：1

### 延岡方面
- ブース数：2
  - ETC専用：1
  - ETC / 一般：1

## 特記事項
- 本線料金所および管理事務所の隣には一時的に休憩できる駐車場が数台分用意されており、トイレ休憩ができる。ただし、道路上には休憩施設への案内を示す標識等は一切設置されていない。また本線上から利用しようとした場合、上下線とも車線を横断しなければならず、実質的に門川ICから進入してきた車両のみの利用となる。
- 以前は料金所手前でUターンができたが本線の工事の関係で上下線ともUターンができなくなっている。

## 隣
E10 東九州自動車道（ 延岡南道路区間を含む）
(23) 延岡南IC - (24) 門川IC/TB - 門川BS - (24-1) 門川南スマートIC - (25) 日向IC